# Lutra
Lutra är ett släkte i underfamiljen uttrar. Beroende på auktoritet räknas två till tre arter till släktet. Till släktet hör den art som på svenska bara kallas utter (Lutra lutra) samt arterna Lutra sumatrana och Lutra maculicollis. Den sistnämnda arten räknas av vissa zoologer till ett eget släkte, Hydrictis.
Släktnamnet är det latinska ordet för utter.

## Kännetecken
Arterna i släktet har en långsträckt kropp med korta extremiteter och en kraftig svans. Huvudet är avrundade och de små öronen och näsöppningar går att sluta när djuret vistas under vattenytan. Den täta pälsen är brunaktig och undersidan ljusare, vid halsens framsida är den ibland vitaktig. Dessa djur når en kroppslängd av 50 till 82 centimeter, en svanslängd av 33 till 50 centimeter och en vikt mellan 5 och 14 kilogram. Hanar är oftast tyngre än honor.
Alla arter är bundna till vattensamlingar, huvudsakligen med sötvatten och sällan vid flodmynningar eller vid kustlinjen. De kan vara aktiva på dagen och på natten men jagar huvudsakligen på natten. Under dagen gömmer de sig i sina bon vid strandlinjen. De har mycket bra förmåga att simma och dyka.
Födan består huvudsakligen av fiskar, groddjur och kräftdjur. Ibland äter de även fåglar och mindre däggdjur.

## Arter
- Utter (Lutra lutra) - förekommer i Europa, Asien och västra Nordafrika.
- Lutra nippon - Utdött i modern tid, Japan.
- Sumatrautter - förekommer i Sydostasien från Vietnam och Thailand över Malackahalvön till Sumatra, Borneo och Java. Den skiljer sig från den europeiska arten genom ökat hårväxt i ansiktet. Habitatet utgörs av skogar med träsk, mangrove och kustlinjer. Arten är jämförelsevis sällsynt men det saknas informationer för att bestämma artens hotstatus. Internationella naturvårdsunionen listar arten med data deficient.
- Lutra maculicollis (synonym Hydrictis maculicollis) - förekommer i större delar av Afrika söder om Sahara. Utbredningsområdet sträcker sig från Sierra Leone till Etiopien och söderut till Sydafrika. Vid Victoriasjön och Tanganyikasjön finns större populationer. Kännetecknande är brunvita fläckar vid halsens fram- och baksida.